# Turki v Lendavi
Je slovenska prekmurska ljudska pripovedka. Govori o tem, kako so Turki napadali ljudi v Prekmurju. Zapisal jo je Jurij Kontler. 

## Pripovedka
Bil je cigan, črn kot vsi cigani. In ta cigan je vprašal strašnega Turka: 

»Kaj delaš, grdi Turek?«

»Vrv pletem, lepi cigan,« je odgovoril grdi Turek in si z gibčnimi prsti pogladil svojo kuštravo brado. Pravi vrvar ne bi naredil lepše in močnejše vrvi, kot jo je Turek v Veliki Kaniži.

Drugi dan spet vpraša cigan Turka:

»Kaj delaš, grdi Turek?«

»Torbo šivam, lepi sinek. Sam vidiš, če ti ni pokvarilo oči tvoje pogansko življenje.«

Tako je povedal Turek. Spet si je gladil svojo kuštravo brado in se jalno smejal kot lisica, ko vidi, da ji pišče ne more uteči. 

Tretje jutro je grdi Turek brusil sabljo, ampak takrat že cigana ni bilo v Kaniži. Sam bog ve, po kakšnih stezah je pobegnil iz turške države, sam bog ve, kako je prišel do prve grmade na drugi strani. 

»Junaki,« je zavpil vojakom, ki so stali ob grmadi, »spanec naj ne premaga vaših oči in rja ostrine vaše sablje! Turek se pripravlja, pride nas pobijat!« 

Samo toliko je povedal, in že so ga nesle suhe pete od dolinskih vrhov proti Lendavi. Njegov črni, raztrgani plašč je plapolal za njim. Veter ne bi hitreje nosil cigana, kot so ga nosile njegove suhe pete.
 
»Dečki, to je cigan našega kapetana!« ga je prepoznal prvi med vojaki. Prižgali so grmado, postavili straže in gledali na dolgo, prašno cesto proti Kaniži; čakali so Turke.

»Kres gori pri Dolini, Turki nas pridejo klat!« so jokali ljudje od Doline do Radgone, od Mure do Rabe. Črni oblaki so plavali proti zahodu in od teh črnih oblakov je segal dim kresov, ki so goreli po bregeh od Doline do Monoštra.
Tri dni in tri noči so jahali Hadikovi huzarji od vesnice do vesnice.
 
»Vsi možje v lendavski grad! To zapoveduje branilec kristjanov, kapetan Hadik!« so bobnali bobnarji. Jok in molitev sta se dvigala v nebo in božje očetovo oko je videlo, kako bežijo ženske, starci in nedolžni otroci v gozdove in med gore. 

Voščene sveče so gorele pred podobo matere božje v lendavsekm gradu. Vojaki sobrusili sablje in nabijali topove. Kapetan Hadik je hodil po obzidju od dtraže do straže in za vsakega je imel lepo besedo. Od vseh strani pa se je slišalo: »Z nami je bog kristjanov, ne bojmo se smrti!«

»Junaki, dolgo vrv in novo torbo je prinesel vsak Turek. Vaše otroke, vaše sestre in brate hočejo vezati z vrvjo, za vaše imetje so pripravljene nove turške torbe! Junaki, od krvi kristjanov morajo rjaveti ostro nabrušene turške sablje! Z roko na srcu, s pogledom na podobi Marije prisežite zvestobo meniin svojim dragim, za katere pripravlja pogan sramoto, mučenje in smrt! Tudi sam prisegam, da grem prvi v bojni metež in – bog ne dopusti, da bi prišlo do tega – zadnji hočem biti, ki zapusti trdnjavo kristjanov!«

Tako je govoril kapetan Hadik, in potem se je začel krvavi ples.

»Napolni, Alah, naše prazne torbe! Sto nevernih psov nam daj na vsako vrv! Poškropi meče s krvjo kristjanov!«

Tako so molili Turki pod stenami trdnjave. Med dimom in ognjem so se bliskale svete sablje. Med grmenjem topov se je slišalo »Jezus!« iz gradu in »Alah!« pod obzidjem.
 
Še dandanes vedo stari ljudje, kje se je začel široki rov, po katerem so prišli Hadikovi vojščaki iz gradu na vrh brega Svete Trojice. Še dandanes pripovedujejo, da kapetan Hadik ni prelomil svoje prisege. Prvi je bil med bojevniki in zadnji, ki je skočil v podzemski rov, da bi si rešil golo življenje. Turki so ga opazili, kot besna čreda so hiteli za njim. Sto rok, sto ostrih nožev mu je grozilo. Junaški branilec kristjanov, hudo ranjen na glavi, se je le počasi umikal. Ledena roka smrti ga je že prijela, a vendar je z zaupanjem prosil:

»Mati Marija, pomagaj, reši me!«

Še dandanes pripovedujejo stari ljudje, da se je rešil. Srečno je prišel na konec rova, na tisto mesto, kjer stoji kapelica na vrhu brega Svete Trojice. On je sezidal to kapelico in je v njej tudi pokopan. Njegovo telo ni strohnelo in tudi rana na glavi se še vidi, čeprav je minilo že več sto let od takrat, ko so prihajali Turki morit naše prednike. 

## Analiza pripovedi
- pripovedovalec: tretjeosebni, vsevedni;
- književne osebe: 
  - Turki (napadalci,muslimanske vere),
  - cigani (pogani),
  - kapetan Hadik (branilec kristjanov),
  - vojaki;
- književni čas: 15., 16. stoletje, v času turških vpadov v Slovenijo
- književni prostor: Velika Kaniža, Prekmurje: od Doline doRadgone, od Mure do Rabe, Lendava, Sveta Trojica;
- slogovne značilnosti: 
  - ukrasni pridevki: strašni Turek, grdi Turek, lepi cigan, ledena roka smrti;
- srečen konec: kapetan Hadik je junak, njegovo telo do danes še ni strohnelo.

## Ljudske značilnosti
- avtor ni znan;
- književne osebe so poimenovane glede na veroizpoved: kristjani, pogani ali glede na narodno pripadnost: Turki;
- narečne besede: jalno, vesnica;
- pravljično število: tri (tretje jutro, tri dni in tri noči), sto (sto rok, sto ostrih nožev).

Tematske povezave: Mrtva Raba

Pripovedka temelji na resničnih dogodkih in ima zgodovinsko ozadje. Opisuje kako so Turki udirali na slovensko ozemlje. Iz besedila lahko razberemo na kakšne načine so se vojskovali in s čim so se Slovenci branili pred Turki. V kapelici svete Trojice nad Lendavo počiva dobro ohranjeno truplo grofa Hadika, ki je umrl zaradi ran, dobljenih v boju s Turki. Tovrstne pripovedi so vir informacij tudi za zgodovinarje.

## Značilnosti vseh pripovedi iz knjige Slepi bratec: Prekmurske ljudske pripovedi
- Izbrane prekmurske ljudske pripovedke in pravljice.
- Avtor ni znan.
- Čutijo se zgodovinski vplivi: 
  - verski (širjenje protestantizma) in
  - izoliranost Prekmurja od ostalih delov Slovenije (narečje se močno razlikuje od slovenskega knjižnega jezika).
- Tematski poudarek na milenarizmu: zaradi dobrote so glavni literarni liki na koncu bogato nagrajeni.
- Pogosto omenjena revščina: junaki gredo po svetu iskat srečo (O treh grahih, Zviti Martin)
- Pogosti motivi: 
  - treh bratov (Račke, mravlje in čebelice, Slepi bratec, Zlato jabolko), tudi treh hčera (Tri revne deklice);
  - hvaležnih živali (Račke, mravlje in čebelice, Slepi bratec, Rjava škatlica);
  - hudiča (Tri revne deklice).
- Slogovne značilnosti: 
  - pomanjševalnice,
  - ponavljanja,
  - ukrasni pridevki,
  - narečne besede,
  - pravljična števila (najpogostejše število tri),
  - potovanje je prestavljeno v sfero čudežnega: ni časovnih ovir, prevelikh razdalj.
- Književne osebe:
  - realne ali fantastične;
  - liki so poimenovani po poklicu, družbenem položaju, običajno predstavljajo isto lastnost (mačeha – zlobna, kraljična – lepa), kadar imajo imena so tipično prekmurska;
  - črno-belo slikanje oseb (hudoben – dober, reven – bogat);
  - personificirani liki: živali, rastline, predmeti;
  - nastopajo vile sojenice, grofi, kralji, zaklete kraljične, dobri starčki in starke, človeku prijazne živali (največkrat petelin, tudi kače), hudobne čarovnice in čarovniki, krvoločni zmaji, razbojniki; Ogri, Romi ...